# Wasilij Bojko
Wasilij Aleksiejewicz Bojko, ros. Василий Алексеевич Бойко (ur. w 1919 r. na Ukrainie, zm. w listopadzie 1985 r. w Czelabińsku) – współpracownik niemieckich służb specjalnych, a następnie dowódca kompanii Wojskowego Oddziału Ochotników Wschodu podczas II wojny światowej
W okresie międzywojennym mieszkał w Czelabińsku. Po ataku wojsk niemieckich na ZSRR 22 czerwca 1941 r., został zmobilizowany do Armii Czerwonej. Otrzymał stopień podporucznika. Jesienią 1941 r. w rejonie Wiaźmy zdezerterował na stronę Niemców. Zwerbowała go Abwehra, po czym został przeszkolony w jednej ze szkół wywiadowczych. Po jej ukończeniu przejęło go SD. W czerwcu 1942 r. w okupowanym Dorohobużu wstąpił dobrowolnie do kolaboracyjnego oddziału zbrojnego pod nazwą Wojskowy Oddział Ochotników Wschodu, na czele którego stał Sonderführer Władimir A. Bischler. Zaczynał służbę jako szeregowiec, ale za bojowe zasługi wkrótce został awansowany do stopnia kapitana Wehrmachtu. Odznaczono go ponadto 2 medalami dla "wschodnich" ochotników 2 i 3 stopnia. Objął dowództwo jednej z kompanii oddziału. Po zakończeniu wojny pozostał w ZSRR pod fałszywym nazwiskiem. W 1948 r. został aresztowany przez kontrwywiad wojskowy. Udało mu się jednak ukryć swój udział w niemieckich ekspedycjach karnych podczas okupacji, w związku z czym po kilkuletnim więzieniu w 1955 r. wyszedł na wolność. W 1956 r. zamieszkał z powrotem w Czelabińsku, gdzie został kierownikiem bazy transportowej. Później pracował jako szofer w jednym z sowchozów. W maju 1984 r. aresztowało go KGB, po czym po procesie został skazany na karę śmierci.